# Furacão Beulah
O furacão Beulah foi a segunda tempestade tropical, o segundo furacão e o único grande furacão durante a temporada de furacões no oceano Atlântico de 1967. Ele seguiu pelo Caribe, atingiu a península de Iucatã, no México, como um grande furacão, e se moveu para oeste-noroeste no Golfo do México, ganhando brevemente intensidade de categoria 5. Foi o furacão mais forte durante a temporada de furacões no oceano Atlântico de 1967. O furacão atingiu a costa logo ao norte da foz do Rio Grande como uma categoria 3 - Ele gerou 115 tornados em todo o Texas, o que estabeleceu um novo recorde para a maior quantidade de tornados produzidos por um ciclone tropical. Devido ao seu movimento lento sobre o Texas, Beulah causou inundações significativas. Ao longo da sua trajetória, pelo menos 59 pessoas morreram e os danos totais alcançaram $ 234,6 milhões (1967 USD), dos quais $ 200 milhões ocorreram nos Estados Unidos, $ 26,9 milhões ocorreram no México e $ 7,65 milhões ocorreram no Mar do Caribe oriental.

## História meteorológica
Em 22 de agosto, 1967, uma imagem de satélite ESSA-5 retratou uma área de convecção intensificada - atividade de chuva e tempestades - a leste do Planalto Ocidental em Camarões, na África central. Alcançando as encostas ocidentais das montanhas dois dias depois, a onda tropical tornou-se mais coerente com nuvens condensando ao longo de seu eixo. À medida que se movia sobre a África Ocidental, a rotação ciclônica tornou-se aparente em cerca de 610 m (2,000 ft) acima da superfície. Um artigo de pesquisa publicado em 1969 refere-se ao distúrbio como uma depressão ao se aproximar da costa oeste da África;  no entanto, isso difere significativamente do banco de dados oficial de furacões no Atlântico, que não menciona o sistema naquela época,  como uma circulação de superfície provavelmente não existia. Independentemente disso, o sistema emergiu sobre o Oceano Atlântico em torno de 12 ° N em 28 de agosto, representado pelas quedas da pressão barométrica em Dacar, Senegal.  Uma vez sobre a água, o sistema interagiu com a zona de convergência intertropical e continuou para o oeste ao longo de um caminho ondulado sem nenhuma organização adicional. Não foi até que um avião de reconhecimento meteorológico da Marinha dos Estados Unidos voou para o distúrbio em 4 de setembro, embora estivesse localizada a leste das Pequenas Antilhas, esses sinais de desenvolvimento eram aparentes. Observações correspondentes de navios na região em 5 de setembro confirmaram a existência de um 1010 mbar ( hPa ; 28,23 inHg ) área de baixa pressão.  Diante disso, o distúrbio foi classificado como depressão tropical às 12:00 UTC naquele dia, com o seu centro situado a aproximadamente 282 km (175 mi) leste-nordeste de Barbados.
Um sistema lento, a depressão se organizou continuamente à medida que se aproximava das Pequenas Antilhas. As observações de reconhecimento de aeronaves indicaram que o sistema atingiu ventos fortes por volta das 12:00 UTC em 7 de setembro, resultando na sua atualização para uma tempestade tropical. Também recebeu o nome de Beulah, tornando-se a segunda tempestade nomeada da temporada de 1967. Pouco depois de ser nomeado, Beulah cortou a costa sul da Martinica e entrou no Mar do Caribe oriental. Alimentando-se das águas quentes do Caribe, o ciclone rapidamente se fortaleceu e atingiu a intensidade de um furacão às 18:00 UTC em 8 de setembro. O rápido aprofundamento se seguiu depois disso, com a pressão central da tempestade caindo para 940 mbar (hPa; 27,75 inHg) no dia seguinte, quando passou de 160 km (100 mi) ao sul de Porto Rico.  Neste momento, os ventos foram estimados em pelo menos 230 km/h (140 mph), classificando Beulah como uma categoria 4 na escala do furacões Saffir-Simpson. Ao atingir essa força, imagens de radar meteorológico de San Juan, Porto Rico, mostraram que Beulah apresentava um 24 km (15 mi) olho largo rodeado por uma intensa parede do olho cerca de 13 km (8 mi) de espessura.
Durante a noite de 9 de setembro Beulah virou-se para o oeste à medida que uma crista fraca se desenvolvia sobre as Bahamas, entre ela e a recém-formada Tempestade Tropical Doria.  A poderosa tempestade enfraqueceu um pouco quando um dos ciclos de reposição da parede do olho começou a tomar forma. Durante esta fase, o olho interno de Beulah contraiu cerca de 4.8–6.4 km (3–4 mi) de diâmetro, enquanto uma segunda parede do olho abrangia uma área de 45 km (28 mi) de diâmetro. O olho menor logo se dissipou e o maior se tornou a única característica dominante na manhã de 10 de setembro. A conclusão disso marcou a primeira vez que um ciclo de substituição da parede do olho foi observado em sua totalidade.  A mencionada volta para o oeste colocou a República Dominicana na linha de perigo, uma área ainda se recuperando dos efeitos devastadores do furacão Inez apenas um ano antes. No entanto, a tempestade desabou inesperadamente ao se aproximar da Península de Barahona e atingiu a área como um furacão muito enfraquecido, embora ainda significativo, com ventos estimados em 140 km/h (90 mph) por volta das 18:00 UTC em 11 de setembro.
Contornando a costa sul da Península Tiburon do Haiti, Beulah degradou-se ainda mais a uma tempestade tropical na manhã de 12 de setembro. O cisalhamento do vento excepcionalmente forte associado à corrente de jato, resultante de um vale de nível superior ao norte, e a interação do ciclone com a terra foram responsáveis pela degradação dramática. Quando limpou o Haiti, Beulah não era mais do que uma tempestade tropical mínima com ventos próximos a 64 km/h (40 mph).  Sua pressão também aumentou cerca de 60 mbar (hPa; 1,77 inHg) a 1000 mbar (hPa; 29,53 inHg). Originalmente visto como uma ameaça para a Jamaica, o fluxo nordeste induziu um componente sul na pista e empurrou o ciclone para o sul da ilha em 13 de setembro. O cisalhamento anteriormente impedindo a organização diminuiu em 14 de setembro e uma cordilheira se restabeleceu ao norte de Beulah, permitindo que a tempestade retome uma trilha de oeste-noroeste para noroeste. As mudanças de nível superior levaram a um ambiente favorável para intensificação e Beulah recuperou a força do furacão às 12:00 UTC em 14 de setembro enquanto localizado a cerca de 425 mi (685 km) ao sul-sudeste de Havana, Cuba.

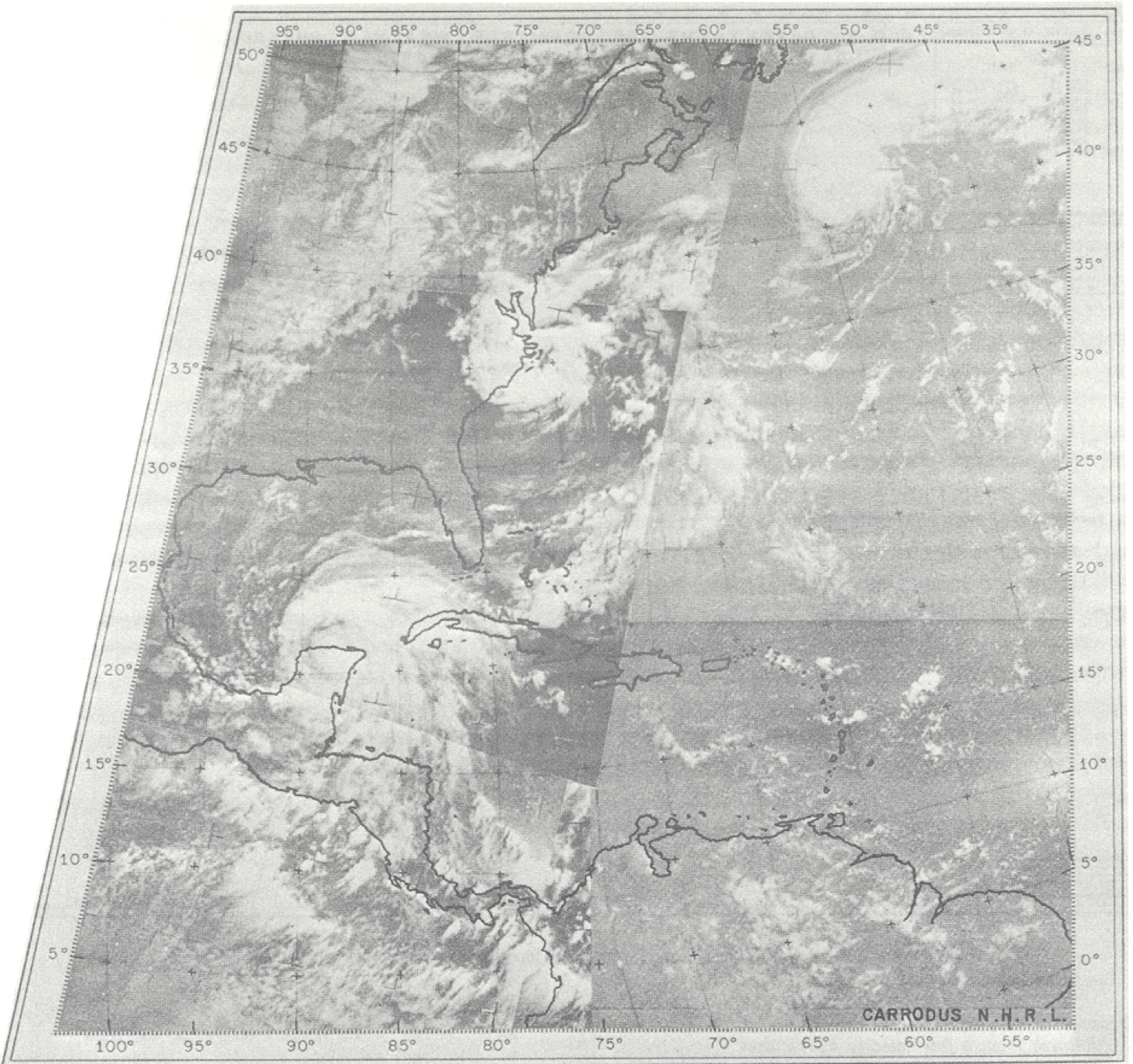
Uma imagem de satélite composta em 7 de setembro, mostrando o furacão Beulah (abaixo), Doria (meio), e Chloe (cima)

Movendo-se através do Caribe ocidental climatologicamente favorável,  Beulah rapidamente recuperou o status de grande furacão em 15 de setembro com ventos estimados em 185 km/h (115 mph). A pressão da tempestade caiu para 964 mb (hPa; 28,47 inHg) em 16 de setembro antes que algum enfraquecimento ocorresse. Beulah finalmente atingiu a ilha de Cozumel com ventos de pelo menos 160 km/h (100 mph) mais tarde naquele dia e atingiu a península de Iucatã, horas depois. Apesar de se mover por terra, pouco enfraquecimento ocorreu quando o furacão emergiu no Golfo do México, cerca de 24 horas mais tarde.  O furacão manteve a sua intensidade ao longo de 18 de setembro conforme se movia de oeste-noroeste para o sul de Tamaulipas, México. No entanto, em 19 de setembro, uma fase pronunciada de rápida intensificação ocorreu quando Beulah virou para noroeste na região do Vale do Rio Grande. O reconhecimento de aeronaves ao longo do dia encontrou pressões decrescentes e, por fim, mediu um valor de 923 mbar (hPa; 27,25 inHg) por volta das 18:00 UTC. Esta foi a segunda pressão mais baixa já registrada por uma aeronave na época, atrás de um 920 mbar (hPa; 27,17 inHg) medição no furacão Hattie de 1961.  Estima-se que Beulah tenha atingido seu pico de intensidade logo depois como uma furacão categoria 5 com ventos estimados em 260 km/h (160 mph).
Considerado o terceiro maior furacão registado na época,  Beulah se moveu ao longo de um caminho lento, irregular e um tanto cicloidal. Um leve enfraquecimento se seguiu à medida que se aproximava da terra e Beulah finalmente fez o seu desembarque final ao sul de Brownsville, Texas, perto da foz do Rio Grande por volta das 13:00 UTC em 20 de setembro. Não existem medições diretas no centro do furacão enquanto ele se movia para a costa; no entanto, com base em uma pressão mínima de 951 mbar (hPa; 28,09 inHg) em Brownsville, o furacão provavelmente atingiu a terra com uma intensidade abaixo desse valor.  Um navio ancorado no Porto de Brownsville mediu rajadas de vento de pico de 219 km/h (136 mph), equivalente a uma furacão de categoria 4 baixo.   De acordo com o Centro Nacional de Furacões, Beulah atingiu como uma categoria 3 e teve uma pressão de 950 mbar (hPa; 28,05 inHg), embora uma estimativa conclusiva aguarde uma reavaliação como parte do projeto de reanálise do furacão no Atlântico.  Uma vez em terra firme, o furacão enfraqueceu lentamente, pois permaneceu relativamente próximo à costa. Os ventos caíram abaixo da força do furacão em 21 de setembro, aproximadamente 24 horas após o desembarque. O sistema posteriormente paralisou perto de Alice, Texas, antes de virar para o sudoeste.  Depois de diminuir para uma depressão tropical no final de 22 de setembro, a circulação de Beulah finalmente se dissipou no terreno montanhoso de Nuevo León, México.

## Preparações

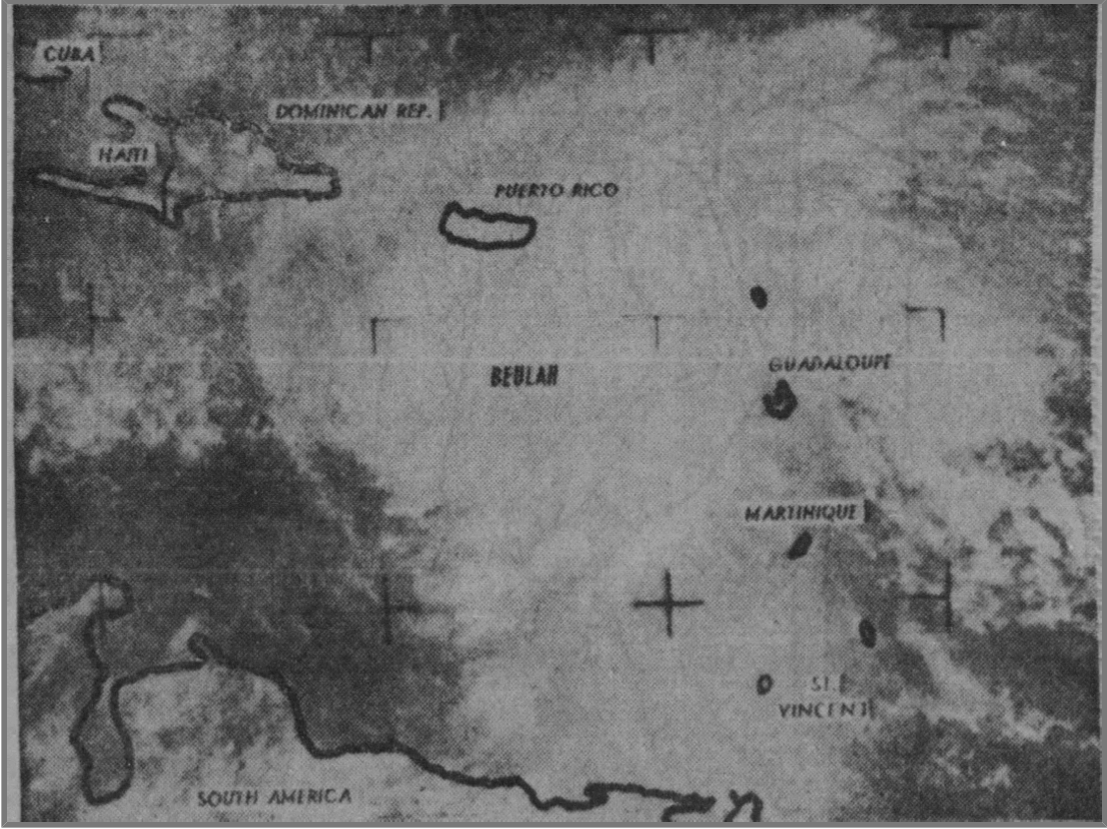
Imagem do satélite NIMBUS do furacão Beulah sobre o Caribe Oriental em 9 de setembro

### Ilha de São Domingos
Seguindo a rápida intensificação de Beulah em 9 de setembro, um alerta de furacão foi emitido para toda a ilha de São Domingos em 9 de setembro, com destaque para uma ameaça à costa sul. Os alertas foram logo levantados para áreas entre Barahona e Cabo Engaño na República Dominicana.
Em toda a República Dominicana, cerca de 200.000 pessoas evacuadas das áreas costeiras.

### Estados Unidos
A partir da tarde de 17 de setembro, as pessoas foram aconselhadas a permanecer fora das praias das ilhas Padre, Mustang e St. Joseph. A evacuação imediata das ilhas de Port Aransas e Mustang, Padre e St. Joseph foi avisada na manhã de 19 de setembro. A maioria dos residentes e outras pessoas nas ilhas foram evacuadas, incluindo o pessoal da Padre Island National Seashore. Cerca de 40 pessoas permaneceram nas ilhas, incluindo cerca de 20 em Port Aransas. A evacuação imediata de Rockport e Live Oak e Penínsulas Lamar foi aconselhada na noite de 19 de setembro. Essas áreas e as cidades de Ingleside e Aransas Pass foram quase totalmente evacuadas. Cerca de 50 pessoas permaneceram em Rockport. A evacuação da Universidade de Corpus Christi foi anunciada na manhã de 20 de setembro, e a Praia de Corpus Christi e partes de Flour Bluff também foram evacuadas. Durante a tempestade, houve 30.000 pessoas em abrigos nos condados de Nueces e San Patricio, incluindo 6.000 em Corpus Christi.

## Impacto

### Caribe Oriental

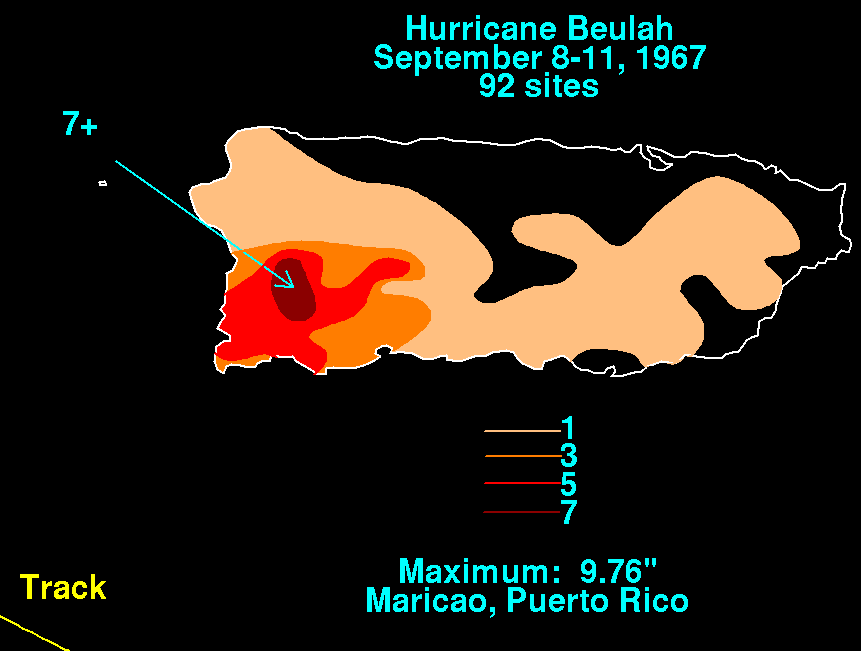
Precipitação do furacão Beulah no Porto Rico

Nos dias anteriores a Beulah, um vale estacionário sobre as Pequenas Antilhas produziu vários dias de chuva forte e preparou o terreno para inundações significativas.  Em 7 de setembro Beulah trouxe chuvas torrenciais para a região já saturada, com relatos de mais de 250 mm (10 in) recebido pelo Weather Bureau. Os mais atingidos foram as Índias Ocidentais francesas, especialmente a Martinica.  Durante um intervalo de 18 horas, 301 mm (11.85 in) caiu na ilha. Uma inundação severa na Martinica matou 15 pessoas e destruiu muitas casas.   Partes de Fort-de-France foram inundadas por 0.91 m (3 ft) de água enquanto o Aeroporto Internacional da Martinica viu 0.30 m (1 ft) de inundação. A safra de banana sofreu grandes perdas.   Em toda a ilha, quase 1.000 moradores ficaram desabrigados, incluindo 400 em Fort-de-France.  Os danos na ilha totalizaram $ 4,5 milhão.  O abastecimento de água doce foi severamente limitado por dois dias após a tempestade.
As fortes chuvas provocaram inundações e deslizamentos de terra em São Vicente, bloqueando várias estradas e causando alguns danos. Duas crianças morreram depois que uma pedra, desalojada pelas chuvas, bateu em sua casa.  Danos em Santa Lúcia atingiram $ 3 milhões, principalmente provenientes da safra de banana que foi em grande parte arruinada.  A periferia do furacão trouxe chuvas principalmente para o sudoeste de Porto Rico, onde um máximo de 248 mm (9.76 in) caiu em Maricao.  Uma pessoa perdeu a vida na ilha e os danos foram de no mínimo US $ 150.000.
Devido às evacuações efetivas, apenas duas pessoas perderam a vida na República Dominicana. O núcleo de Beulah impactou áreas devastadas pelo furacão Inez um ano antes, e deixou grandes danos em seu rastro.  Os primeiros relatórios indicaram que mais de 1.000 pessoas ficaram desabrigadas em toda a Península de Barahona.  As inundações repentinas afetaram a costa sul da República Dominicana e do Haiti.
Beulah teve impacto limitado na Jamaica, pois atingiu a ilha como uma fraca tempestade tropical.  De acordo com jornais, ventos fortes afetaram o país, embora não houvesse relatos de danos.

### México

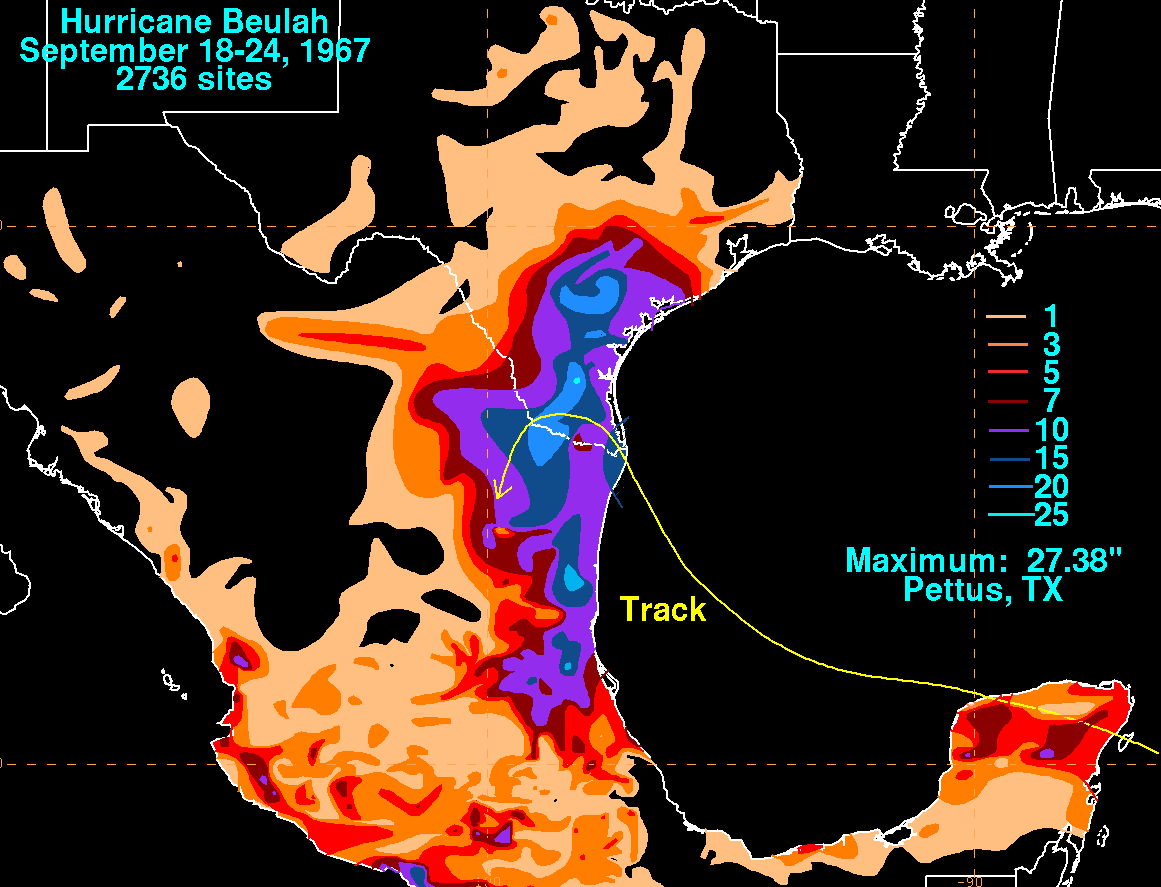
Precipitação do Furacão Beulah através do México e Texas

Atingindo a Ilha de Cozumel e a Península de Iucatã em 17 de setembro como furacão categoria 2, Beulah causou danos consideráveis e matou 11 pessoas em toda a região. Rajadas de vento de até 201 km/h (125 mph) linhas de comunicação cortadas, linhas de energia derrubadas e árvores derrubadas.  O farol de Puerto Morelos na Riviera Maya foi prejudicado pela tempestade; nunca foi demolido e a torre inclinada continua a ser uma atração turística na área.  Em Mérida, Iucatã, ventos foram registrados até 121 km/h (75 mph). Sob a força de ventos poderosos, várias estruturas desabaram na Península, resultando em seis mortes.  Quase todos os prédios da Ilha de Cozumel sofreram danos, quase metade dos quais perderam os seus telhados.  Quatro pessoas também foram mortas em Playa del Carmen. Ao longo da costa, a tempestade de Beulah inundou áreas dentro de 550 m da linha de costa, lavando estradas e deixando "cemitérios de barcos".  Em toda a Península de Iucatã, cerca de 5.000 pessoas ficaram desabrigadas e pelo menos 30.000 foram afetadas pela tempestade.
Em todo o México, Beulah matou 19 pessoas.  As perdas econômicas em Tampico chegaram a 500 milhões de pesos.

### Estados Unidos
No Texas, ao chegar à terra, um parque de 5.5–6.1 m (18–20 ft) tempestade inundou a parte baixa da Ilha do Padre. A força da maré de tempestade fez 31 cortes completamente através da ilha barreira.  A Ilha do Padre sofreu uma devastação significativa e o sensível ecossistema da ilha foi alterado pela tempestade. O vento sustentado mais alto foi relatado como 219 km/h (136 mph), registado na cidade de South Padre Island, em frente à Laguna Madre de Port Isabel. Ventos de até 175 km/h (109 mph) foram medidos no escritório do Serviço Nacional de Meteorologia de Brownsville em landfall. Desde que o furacão dobrou o anemômetro 30 graus da vertical, é possível que os ventos em Brownsville tenham sido subestimados.  Rajadas de mais de 160 km/h (100 mph) foram registrados no interior até as cidades de McAllen, Edinburg, Mission e Pharr, cerca de 80 km (50 mi) da costa do golfo. Beulah gerou um recorde de 115 tornados que destruiu casas, propriedades comerciais e infligiu sérios danos à indústria agrícola da região. O recorde de tornado de Beulah sobreviveria até ao furacão Ivan estabelecer um novo recorde em 2004. A indústria cítrica do Vale do Rio Grande, baseada no cultivo da famosa toranja "Ruby Red", foi particularmente atingida.

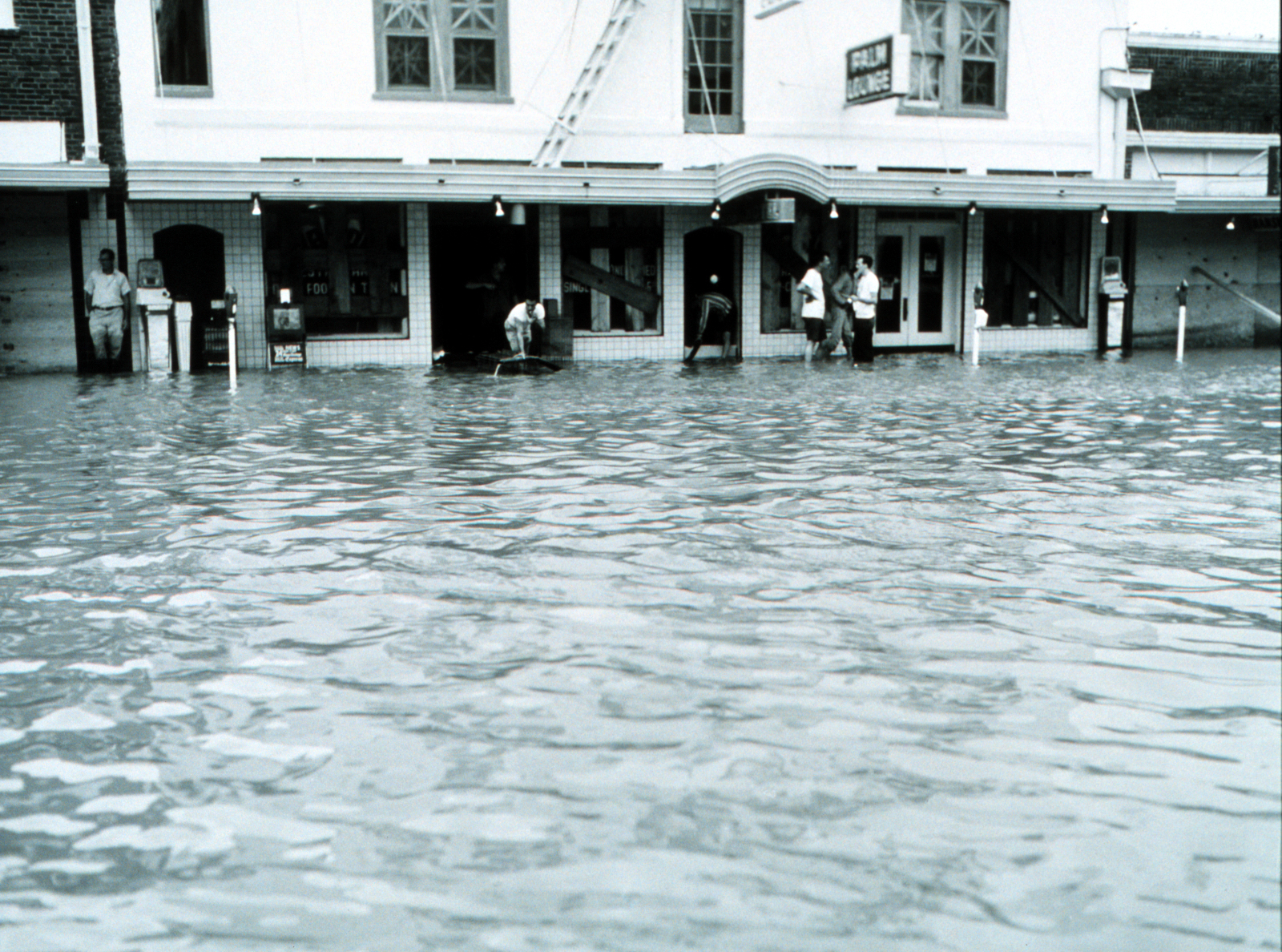
Danos e inundações em Brownsville, Texas do furacão Beulah

O baixo vale do Rio Grande, a região dos quatro condados que compreende o sul do Texas, foi inundado por chuvas torrenciais. Em um período de 36 horas, caiu mais de 690 mm (27 in) de chuva perto de Beeville, Texas.  Falfurrias recebeu mais chuva de Beulah do que normalmente regista durante um ano. As áreas ao sul de Laredo, San Antonio e Matagorda ficaram isoladas por mais de uma semana devido à enchente resultante.  Em 28 de setembro, o presidente Lyndon Baines Johnson declarou uma área de desastre em 24 condados do sul do Texas.
A vida animal na região respondeu de várias maneiras para sobreviver. As formigas sobreviveram às enchentes reunindo-se em esferas de colônias vivas e flutuando em riachos para a segurança. Larvas de besouros predadores se alimentavam de rãs e roedores. Os crustáceos das praias migraram em massa para a proteção de terras altas.
O furacão Beulah causou cerca de US $ 200 milhões em danos. Fontes relatam 15 mortes no total na tempestade.

### Rescaldo e aposentadoria
Em toda a Península de Iucatã, o Governo do México montou uma elevação aérea de alimentos e suprimentos médicos para áreas isoladas em 18 de setembro.
O nome Beulah foi aposentado e nunca mais será usado para um furacão no Atlântico ;  foi substituído por Beth em 1971.